# Kanton Orezza-Alesani
Orezza-Alesani is een voormalig kanton van het Franse departement Haute-Corse. Het kanton maakte deel uit van het arrondissement Corte. Het kanton ontstond in 1973 uit de samenvoeging van de kantons Piedicroce en Alesgiani (met Valle-d'Alesani als hoofdplaats). De naam van het nieuwe kanton verwijst naar de twee oude pievi (oude Corsicaanse bestuurlijke eenheden) waaruit het is samengesteld. Tezamen met Ampugnani (met La Porta als hoofdplaats, vormden de pievi Orezza en Alesgiani de kern van de historische regio Castagniccia.
Het kanton werd opgeheven bij decreet van 13 februari 2014 met uitwerking op 22 maart 2015.

## Gemeenten
Het kanton Orezza-Alesani omvatte de volgende gemeenten:
- Campana
- Carcheto-Brustico
- Carpineto
- Felce
- Monacia-d'Orezza
- Nocario
- Novale
- Ortale
- Parata
- Perelli
- Piazzali
- Piazzole
- Piedicroce (hoofdplaats)
- Piedipartino
- Pie-d'Orezza
- Pietricaggio
- Piobetta
- Rapaggio
- Stazzona
- Tarrano
- Valle-d'Alesani
- Valle-d'Orezza
- Verdèse